# Eudaphaenura griveaudi
Eudaphaenura griveaudi är en fjärilsart som beskrevs av Pierre E.L. Viette 1961. Eudaphaenura griveaudi ingår i släktet Eudaphaenura och familjen nattflyn. Inga underarter finns listade i Catalogue of Life.